# Euskadi (equipo ciclista 2013-2014)
El Euskadi  (código UCI: EUK), fue un equipo ciclista profesional español de categoría Continental. La formación tiene su origen en el extinto equipo amateur Orbea-Olarra, que fue reconvertido como profesional en la categoría Continental entre 2005 y 2014.
La empresa Orbea, fabricante de bicicletas que ya había patrocinado un equipo profesional en la década de 1980 (entonces de primer nivel y con Pedro Delgado como jefe de filas), fue el patrocinador principal del equipo del 2005 hasta el 2012 siendo a partir del 2013 distintas empresas, mayoritariamente públicas, que financian el equipo a través de la Fundación Euskadi.
Desde 2007 hasta 2013 estaba totalmente integrado en la estructura del equipo Euskaltel-Euskadi (de categoría UCI ProTeam) como equipo filial, aunque su relación con la gestora de la Fundación Euskadi se remonta a sus tiempos en el campo aficionado, cuando ya ejercía como vivero de las jóvenes promesas del ciclismo amateur vasco-navarro.
Tras haber completado sus cinco primeras temporadas en el campo profesional habían dado el salto al primer equipo 13 corredores (siendo 11 de los 24 ciclistas del Euskaltel-Euskadi de 2010 procedentes del filial, incluyendo hombres como el campeón del mundo sub-23 Romain Sicard).

## Historia del equipo

### Ciclismo aficionado (1987-2004)

#### Patrocinadores y denominaciones
Miguel Madariaga, que hasta entonces había dirigido o colaborado con diversos equipos ciclistas del campo aficionado, fundó para 1987 una nueva escuadra amateur. El nombre del equipo fue variando en función del patrocinador.
El nuevo proyecto se llamó inicialmente Beyena, al ser su patrocinador la empresa lechera vizcaína, que tenía su fábrica en el Monte Cobetas. Posteriormente pasó a denominarse AVSA, por la aseguradora del mismo nombre, y más tarde Café Fortaleza.
El equipo estuvo durante muchos años patrocinado por Aceros Olarra, por lo que Olarra figuró en el maillot durante un largo periodo de tiempo. Durante varias de esas temporadas tuvo como copatrocinador a Supermercados Ercoreca, compitiendo así bajo el nombre Olarra-Ercoreca hasta 2002.
El fabricante de bicicletas Orbea llegó en 2003, inicialmente como copatrocinador (Olarra-Orbea). Sin embargo, con la marcha de Aceros Olarra se convirtió en el patrocinador principal del proyecto, que pasó a llamarse Orbea para la temporada 2004.

#### Primeros años
Entre los ciclistas que pasaron por la formación vizcaína en sus primeros años figuran Abraham Olano y Roberto Laiseka; ambos llegaron a coincidir durante la temporada 1991, cuando el equipo se llamaba AVSA. Olano llegó al equipo en 1992 tras renunciar al potente Kaiku, ya que deseaba tener mayor libertad en carrera. Laiseka, por su parte, fue una apuesta personal de Miguel Madariaga, que le sacó así de su trabajo en la construcción de los túneles de Malmasín.

#### Filial de facto de la Fundación Euskadi
Al paso del Tour de Francia 1992 por Lourdes, José Alberto Pradera (diputado general de Vizcaya) propuso a Miguel Madariaga la creación de un nuevo equipo ciclista profesional vasco. Ambos dieron forma al proyecto a lo largo de 1993, con la creación de la Fundación Ciclista Euskadi, que sacó su primer equipo profesional en 1994, bajo el nombre Euskadi. Madariaga pasó a ser presidente de la Fundación y mánager general del equipo profesional.
Con la creación de la Fundación Euskadi y su equipo profesional, la estructura amateur creada por Madariaga pasó a convertirse en su filial de facto. Así, la mayoría de los corredores que debutaron en el profesionalismo durante los siguientes años con el Euskadi (desde septiembre de 1997, Euskaltel-Euskadi) habían corrido previamente como aficionados en el equipo Olarra.
Entre los ciclistas que pasaron por el equipo durante esta época destacarían hombres como Igor Antón, Samuel Sánchez, Haimar Zubeldia, Amets Txurruka o Rubén Pérez.
Equipos de similares características, y con los que desarrollaba una fuerte competición, eran el Iberdrola (que hacía la función de filial amateur de la ONCE, y por el que pasaron ciclistas como Alberto Contador y Joaquim Rodríguez) y el Reynolds (que hacía lo propio para el Banesto). Otros equipos destacados del campo aficoinado durante esos años eran el Cafés Baqué (con Iban Mayo) o el Caja Rural.

### Ciclismo profesional (desde 2005)
La Fundación Euskadi, gracias al apoyo de Orbea, impulsó el salto al profesionalismo del equipo para la temporada 2005. Esta decisión se produjo en un momento de reestructuración del ciclismo profesional como consecuencia de la creación del UCI ProTour, una liga con los mejores equipos y carreras en el que fue integrado el primer equipo de la Fundación Euskadi, el Euskaltel-Euskadi.
En esta nueva situación, se creaban unos Circuitos Continentales UCI, integrados por las carreras no ProTour, en los que correrían aquellos equipos profesionales que no fueran UCI ProTeam (participantes en el UCI ProTour). Estos equipos se dividían en equipos Profesionales Continentales (de mayor nivel y presupuesto ya que pueden participar en carreras ProTour mediante invitación, aunque sin llegar a ser ProTour, como el Comunitat Valenciana y el Relax) y en Continentales (de menor nivel y presupuesto, pudiendo participar en carreras amateur si la federación nacional lo permite).
El nuevo equipo profesional Orbea sería de categoría Continental, y serviría como vivero del Euskaltel-Euskadi.

#### El bienio Odriozola
El exciclista Jon Odriozola (recién retirado tras una larga trayectoria en el Banesto) fue el elegido para desempeñar el papel de director deportivo del equipo en su salto al profesionalismo. El equipo, pese a actuar como filial del Euskaltel-Euskadi, apenas recibía contraprestaciones por ello.

##### 2005
La primera plantilla estuvo formada mayoritariamente por jóvenes amateurs vascos; sin embargo, también hubo espacio para ciclistas de toda España: el madrileño Jesús Del Nero, el gallego Gustavo Domínguez, el canario Dailos Díaz, el alicantino Aarón Villegas... encontraron acomodo en Orbea, como también hizo el ex Euskaltel Gorka Arrizabalaga, sin sitio en el equipo ProTeam vasco y considerado ideal para aportar experiencia y tranquilidad a los jóvenes del equipo, e incluso resultados.
Finalmente, la temporada del debut en categoría continental tuvo saldo positivo: el equipo cumplió su cometido, promocionando a Rubén Pérez y Beñat Albizuri a Euskaltel y descubriendo a Jesús Del Nero como un excelente todoterreno para el gran público; fue precisamente el madrileño el que dio la primera victoria de su historia al equipo (a la postre la única del año), con la sexta etapa del Tour del Porvenir. De ahí en adelante, algún puesto suelto de Gustavo Domínguez y Vidal Celis, pero poco más.

##### 2006
Al año siguiente, el equipo optó por una línea continuista; sus ciclistas más destacados partieron hacia otros destinos: los ya mencionados Pérez y Albizuri se quedaron en Euskaltel, Jesús Del Nero saltaba al fallido 3 Molinos Resort (equipo que tras unos cambios en su estructura duró menos de un año) y Gorka Arrizabalaga se retiraba del ciclismo profesional. Para reforzar el equipo, llegaba al equipo un joven con experiencia profesional, el segoviano Iván Melero. Además, se incorporaban en calidad de neoprofesionales cuatro ciclistas: el jovencísimo americano Brad Armstrong y los rodadores Iván Velasco, Josu Agirre e Íñigo Lazkano.
2006 fue un año bueno. Además del trabajo de formación lógico en un equipo como Orbea, que propició el paso a prueba con Euskaltel de Iván Velasco y Alan Pérez, llegaron varios éxitos y actuaciones destacadas para el equipo: Josu Agirre hacía una excelente Vuelta a la Comunidad de Madrid y estrenaba su palmarés profesional con una victoria en la crono del primer día; Vidal Celis demostraba su calidad como esprínter y se anotaba la última etapa del Circuito Montañés, una excelente actitud y aptitud general en la Vuelta a Extremadura y el Tour del Porvenir y, en junio, la joya de la corona: en la tercera etapa de la Euskal Bizikleta, Aarón Villegas llevaba a cabo con éxito una fuga antológica, casi desde el principio de la etapa; y con el permiso de un generoso Koldo Gil, daba al Orbea su victoria más importante del año y casi por ende de su historia: en casa y fundamentada en el coraje.

#### Integración total en la Fundación Euskadi
En el invierno de 2006, el equipo sufrió un tremendo cambio en la parte institucional: pasó a formar parte oficialmente de la Fundación Euskadi (gestora del equipo Euskaltel-Euskadi, de categoría UCI ProTeam), con lo que se garantizó su futuro económico y deportivo.
El organigrama técnico también sufrió un cambio notorio, después de que a finales de la temporada 2006 el secretario técnico del Euskaltel-Euskadi, Igor González de Galdeano, decidiera no renovar a Julián Gorospe (en el cargo desde 1998) como director deportivo del conjunto naranja. El hasta entonces director del Orbea, Jon Odriozola, pasó a dirigir al primer equipo, el Euskaltel-Euskadi (UCI ProTeam), mientras que Álvaro González de Galdeano, hermano de Igor, se convirtió en el nuevo director deportivo del Orbea.
El plano deportivo también se vio influido por la nueva situación del equipo: los ciclistas de mayor edad o de menor rendimiento salieron del equipo y entraron varios neoprofesionales, mayormente sub-23. Además salieron aquellos corredores que no cumplían con el "requisito" de poder ser fichado por el Euskaltel-Euskadi: originarios o haber formado parte de algún equipo de categorías inferiores del País Vasco o Navarra. Aunque este cambio no fue repentino sino progresivo, respetando el contrato de los corredores.

##### 2007
Los cambios experimentados por el equipo se dejaron notar en el diseño de su plantilla para 2007. Mientras que Alan Pérez e Iván Velasco promocionaron al Euskaltel-Euskadi, dando así el salto al ProTour, otros ciclistas quedaron fuera de la estructura de la Fundación Euskadi. Así, Dailos Díaz (al Fuerteventura), Gustavo Domínguez (al Karpin Galicia) y Gorka Amuriza (al Grupo Nicolás Mateos) pasaron a equipos de categoría Profesional Continental, mientras que Vidal Celis no tuvo suerte y no logró encontrar equipo hasta el 2008 (Barbot-Siper). Todas esas bajas eran de corredores con más de 25 años.
El equipo tuvo además cinco altas en forma de neoprofesionales sub-23 procedentes del campo amateur, hecho que ahondó en el rejuvenecimiento de la plantilla respecto a la de la temporada anterior. Esos neoprofesionales eran el destacado Francisco Javier Aramendia (Caja Rural), el escalador Asier Fernández (Azysa), el prometedor David Martín Velasco (Seguros Bilbao) y el escalador Igor Romero (Debabarrena). El quinto hombre debía ser Julen Goikoetxea (Alfus-Tedes), señalado como la gran promesa del ciclismo vasco; sin embargo, Goikoetxea cayó en una gran depresión en invierno por su alto nivel de autoexigencia tanto en el ciclismo como en los estudios, que culminó trágicamente en suicidio. Este trágico suceso hizo que Roberto Barrientos (Caja Rural) fuese finalmente el quinto neoprofesional del equipo.
Además se fichó al experimentado Juan José Oroz, quien pese a ser algo mayor, en esos momentos 26 años, había llegado al Orbea procedente del desaparecido equipo Profesional Continental del Kaiku. Oroz en junio dio el salto al Euskaltel-Euskadi, debido a las bajas del conjunto naranja.

##### 2008

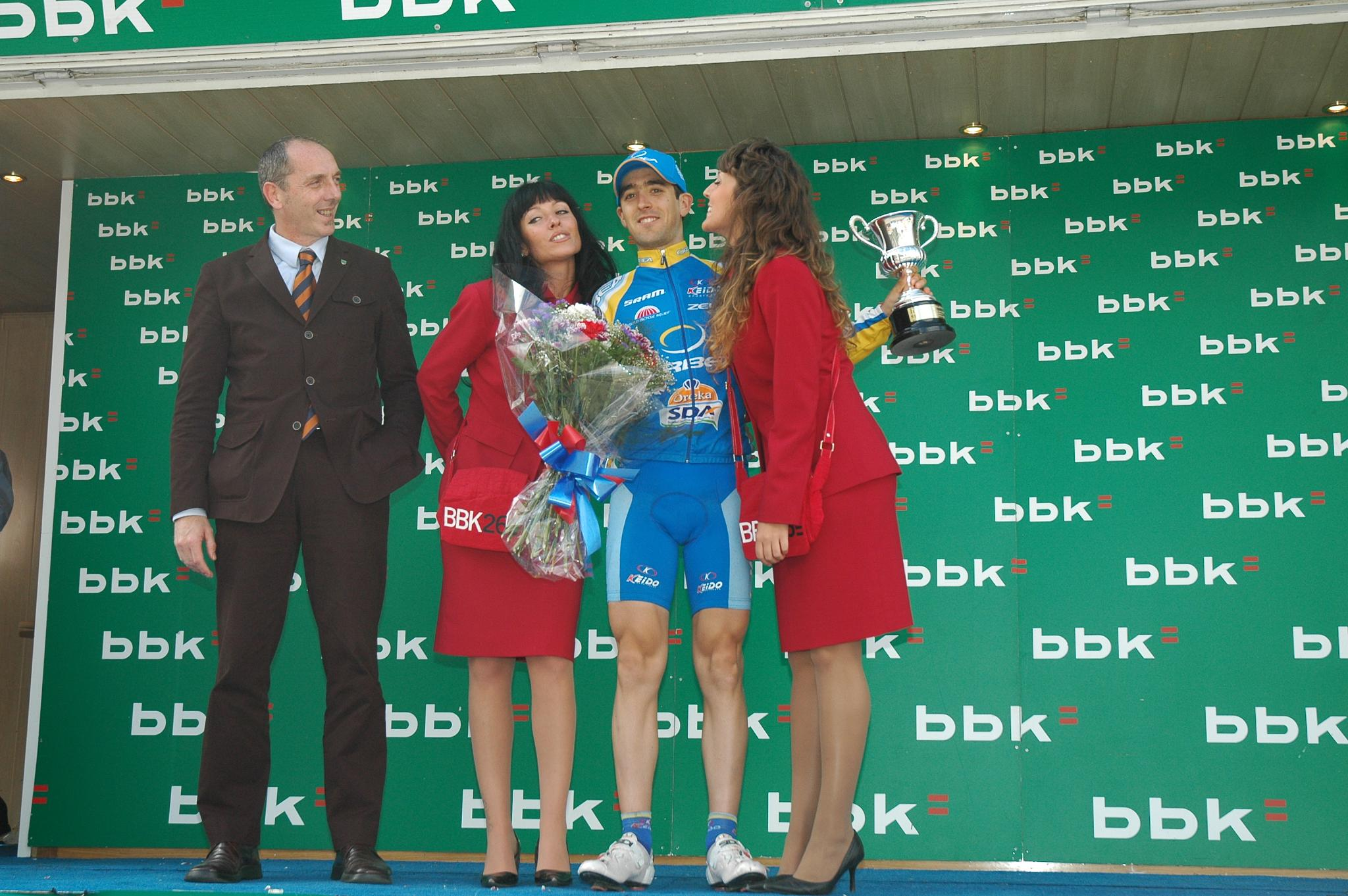
Mikel Nieve recogiendo el premio al mejor neoprofesional de la Euskal Bizikleta 2008.

El equipo estuvo formado por 14 corredores destacando la inclusión de Eladio Sánchez (un corredor que ya había militado en equipos UCI ProTeam como el Liberty Seguros y el Astana) y de dos de las grandes promesas del ciclismo vasco como Jonathan Castroviejo (proveniente de un equipo no convenido como el Seguros Bilbao) y Mikel Nieve.
Mikel Nieve fue 19.º en la Euskal Bizikleta, finalizando así como el mejor ciclista del Orbea (y también como el mejor neoprofesional) en una carrera del Circuito Continental en la que participaron varios equipos UCI ProTeam y Profesionales Continentales. Nieve volvió a ser el mejor clasificado del equipo en otra carrera vasca de similares características de participación, la Subida a Urkiola, al terminar 12.º.
A mediados de la temporada Miguel Madariaga anunció que Mikel Nieve subiría al finalizar la temporada al primer equipo, el Euskaltel-Euskadi, tras la buena temporada realizada.
A finales de mayo fue destacable la victoria en la contrarreloj por equipos obtenida en la 1.ª etapa de la Vuelta a Navarra sacando más de 20 segundos al resto de contrincantes.

##### 2009

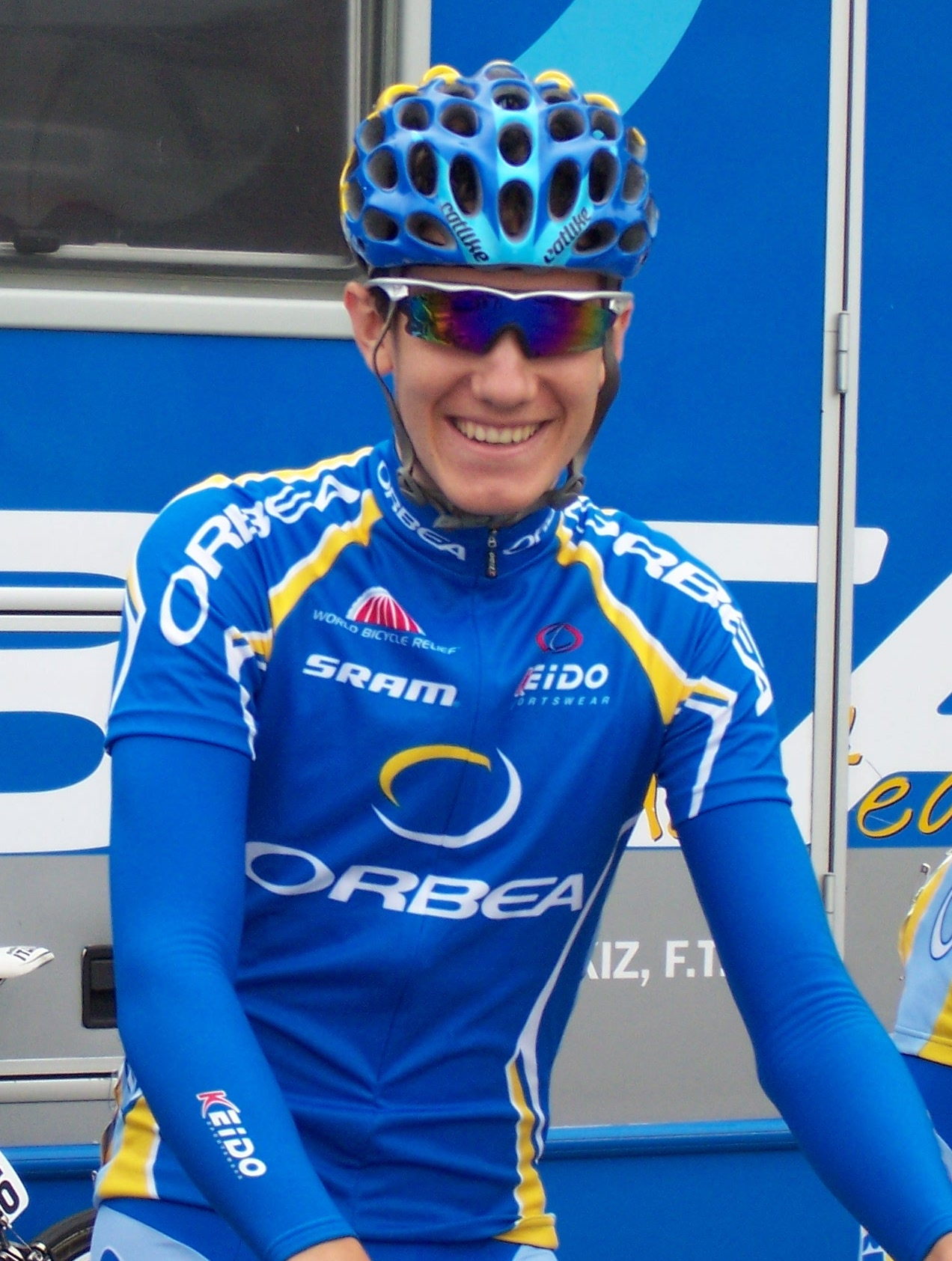
Romain Sicard.

El Orbea tuvo de nuevo un equipo de 14 corredores en 2009. El equipo siguió apostando por la cantera vasca y subió a varios corredores desde sus equipos convenidos. Por su parte Mikel Nieve dio el salto con Euskaltel-Euskadi.
Sin duda alguna este fue el mejor año del equipo con un total de 8 victorias: 3 conseguidas por Jonathan Castroviejo y 5 por el sorprendente fichaje Romain Sicard que se estrenaba ese año en el profesionalismo que consiguió las prestigiosas carreras del Tour del Porvenir (con una etapa) y el Mundial de Ruta sub-23. Además, Orbea ganó la clasificación por equipos en una de las pruebas más prestigiosas del calendario .2, el Circuito Montañés, gracias, en parte, al tercer puesto de Castroviejo en la general final y a que otros dos corredores Sicard y Miguel Mínguez entrasen en el top-20.

#### El nuevo Euskadi de Madariaga
Con la reconversión en un nuevo proyecto del que había sido su equipo original y motivo de creación veinte años antes, la Fundación Euskadi presidida por Miguel Madariaga se enfrentaba a una reordenación de sus actividades de cara a 2013. La institución contaba en ese momento con apenas 1700 socios particulares, la mitad de los que había tenido en el momento de su creación.
En ese contexto, el hasta entonces equipo Orbea de categoría Continental pasó a ser su principal escuadra. En su origen el equipo aficionado de Madariaga, la formación había sido durante años el filial de facto del Euskadi/Euskaltel-Euskadi para finalmente integrarse plenamente en la estructura de la Fundación Euskadi como equipo Continental (tercer y último escalón del profesionalismo), actuando como puente entre el campo amateur y el salto a la élite mundial de sus jóvenes valores dado que ofrecía la posibilidad de hacerles debutar como profesionales en un equipo ideado para que se foguearan y completaran su formación como ciclistas.
La escuadra fue rebautizada por la Fundación bajo el nombre Euskadi, el mismo que su equipo original, contando además con una equipación prácticamente idéntica: maillot tricolor (blanco con detalles rojos y verdes, los colores de la ikurriña y de la Fundación) con su logotipo de conos en posición destacada y culote negro. En el siguiente número de su revista a los socios la Fundación llevó dicho anuncio en portada bajo el titular "Euskadi vuelve a tener equipo", recuperando así el lema ("Euskadi ya tiene equipo") con el que se había promocionado en su momento el primer equipo Euskadi.
Este nuevo Euskadi presentaba similares problemas económicos al primigenio dada la ausencia de un patrocinador principal tras la marcha de Euskaltel y Orbea. Madariaga tuvo sin embargo palabras de agradecimiento para Orbea por el apoyo brindado de forma continuada a la Fundación Euskadi desde su creación, destacando que era la empresa que mejor se había portado con ellos y que incluso tras dejar de ser su patrocinador para esa nueva etapa les habían ayudado vendiéndoles sus bicicletas a un precio menor al de mercado.
En cuanto al apoyo económico de las administraciones públicas vascas, en el panel utilizado en la presentación oficial de su plantilla para 2013 figuraban las diputaciones forales de Vizcaya y Guipúzcoa; tras el acuerdo con el ente foral guipuzcoano, quedó definida una plantilla de diez corredores: seis que continuaban del Orbea y cuatro neoprofesionales procedentes del campo amateur, en una escuadra contaría con cuatro guipuzcoanos, dos vizcaínos, un alavés y un burgalés formado en la cantera alavesa.

## Polémica con los equipos no convenidos
A finales de 2008, algunos equipos sub-23 vascos no convenidos se quejaron de que la Fundación Euskadi sólo fichaba a ciclistas de su equipo sub-23 (Naturgas Energía) o de los equipos sub-23 convenidos, vetando a ciclistas de los equipos amateur sub-23 vascos y navarros no convenidos (entre los que se encontraban el Seguros Bilbao, el Cafés Baqué, el Azysa-Cetya-Viscarret o el Azpiru-Ugarte). El mánager general de la Fundación Euskadi y del Euskaltel-Euskadi, Miguel Madariaga, negó posteriormente dichas acusaciones, afirmando que la Fundación Euskadi fichaba a aquellos corredores que destacaban en categoría sub-23, fuesen de equipos convenidos o no, aunque tenían prioridad aquellos que provengan de uno convenido.
En el 2010, el director del equipo, Igor González de Galdeano, afirmó que ya no existían equipos convenidos ya que según sus palabras: «No tenemos equipos convenidos. Eso nos dio problemas. Y quiero dejar claro que todo ciclista vasco, del equipo que sea, puede correr con nosotros». Zanjando las pasadas polémicas.
Sin embargo, las voces críticas respecto al trabajo de la Fundación no se apagaron y en una entrevista ofrecida a Deia a varios responsables sociedades ciclistas vizcaínas, uno de ellos, respecto a la pregunta de quien trabaja con la cantera, llegó a declarar que: «Te voy a decir quién no: Euskaltel-Euskadi y la Fundación. Viven de la cantera, pero nunca se han preocupado por ella. Y luego, cuando no hay profesionales vascos en primera línea, hablan de que no hay cantera y que la base está mal. A nosotros nos queda mucho por hacer, cosas que cambiar, corregir, pero ellos, simplemente, no han hecho nada, nunca.».

## Material ciclista
El equipo utiliza bicicletas Orbea.

## Sede
El equipo tiene su sede en Derio (Vizcaya), en el antiguo seminario. Misma sede que el Euskaltel-Euskadi.

## Clasificaciones UCI
A partir de 2005 la UCI instauró los Circuitos Continentales UCI, donde el equipo está como profesional desde que se creó dicha categoría ya que este se creó en dicho año, registrado dentro del UCI Europe Tour. Estando en las clasificaciones del UCI Europe Tour Ranking y UCI America Tour Ranking. Las clasificaciones del equipo y de su ciclista más destacado son las siguientes:

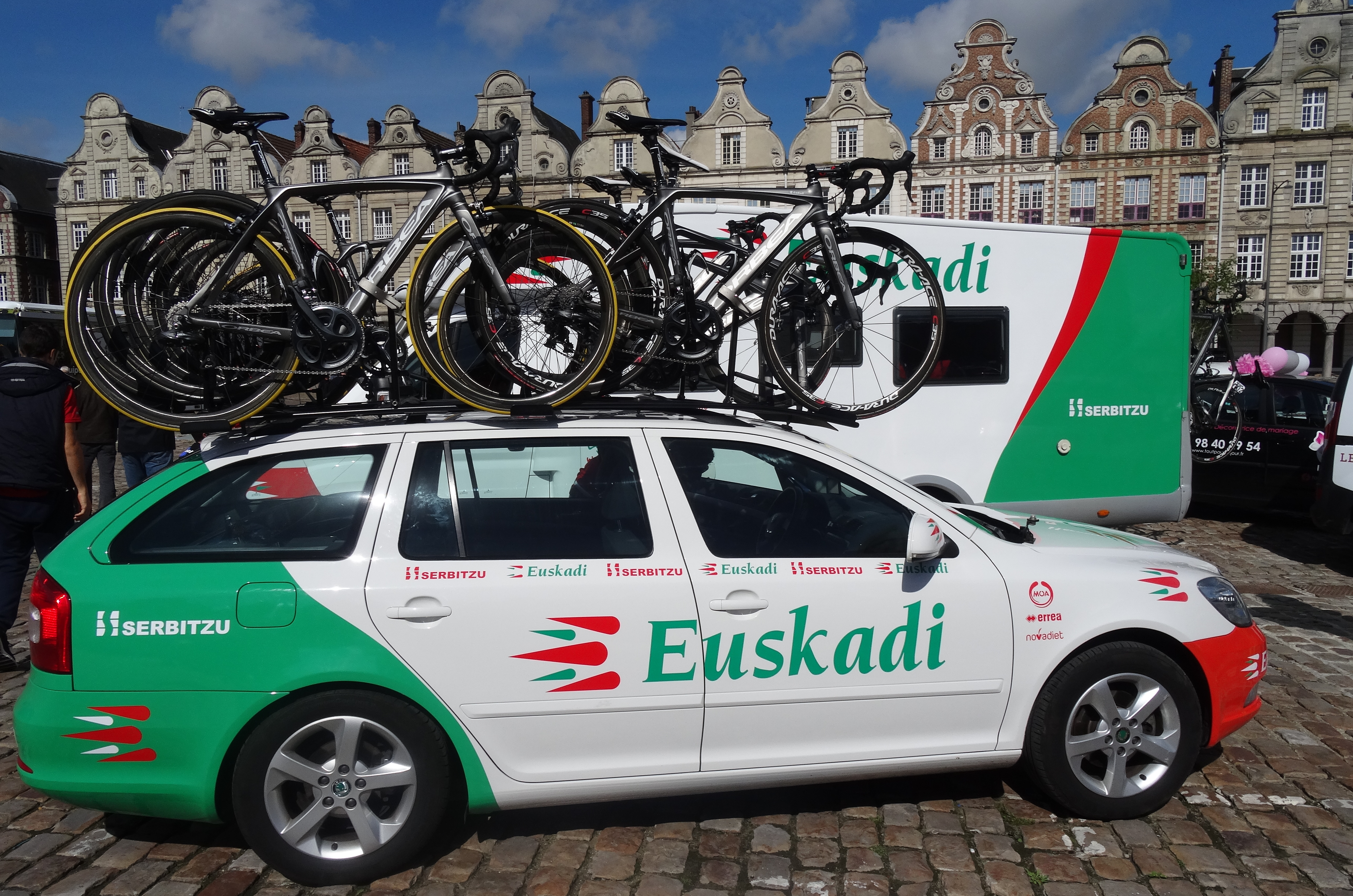
Vehículo del equipo.

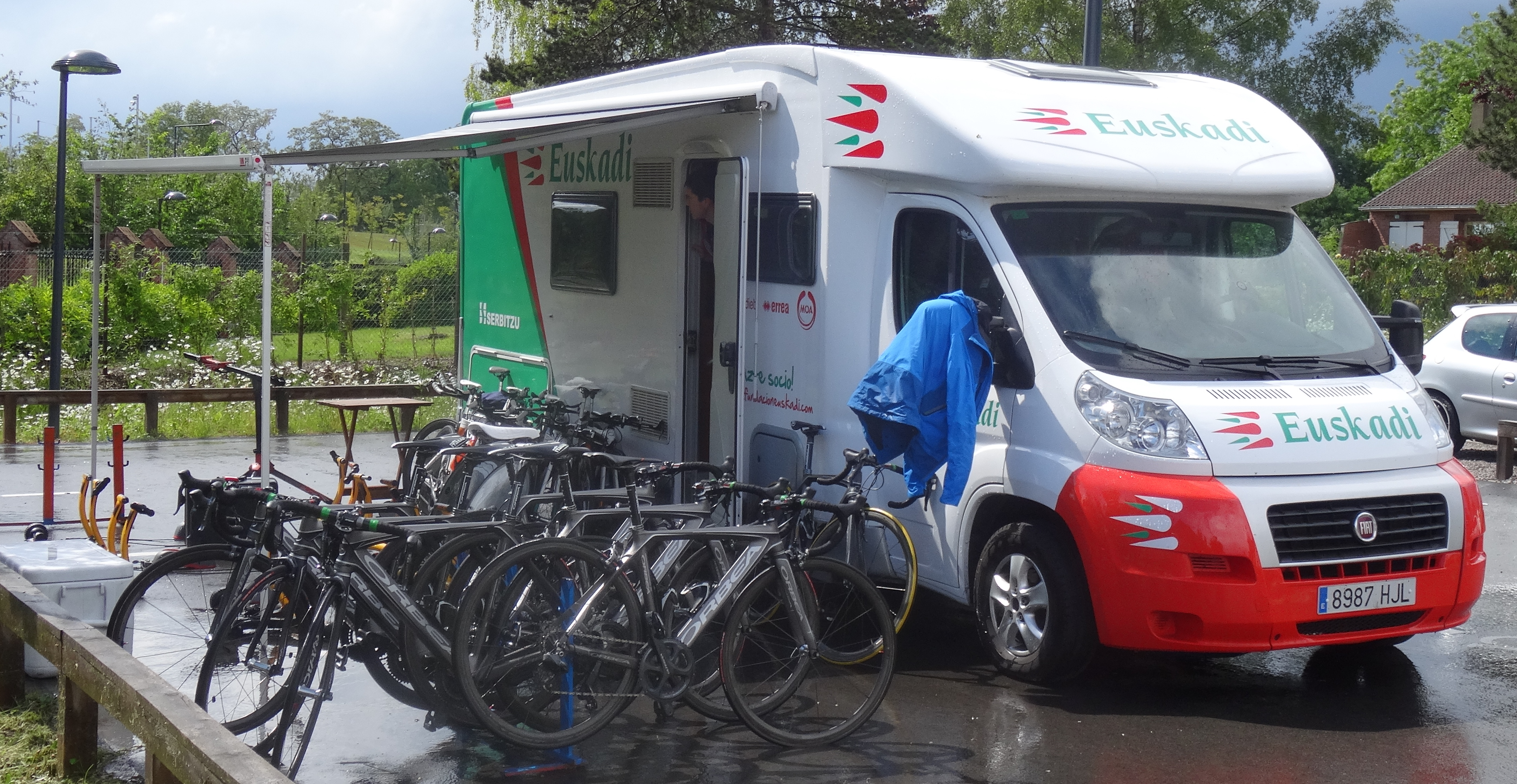
Material del conjunto Euskadi.

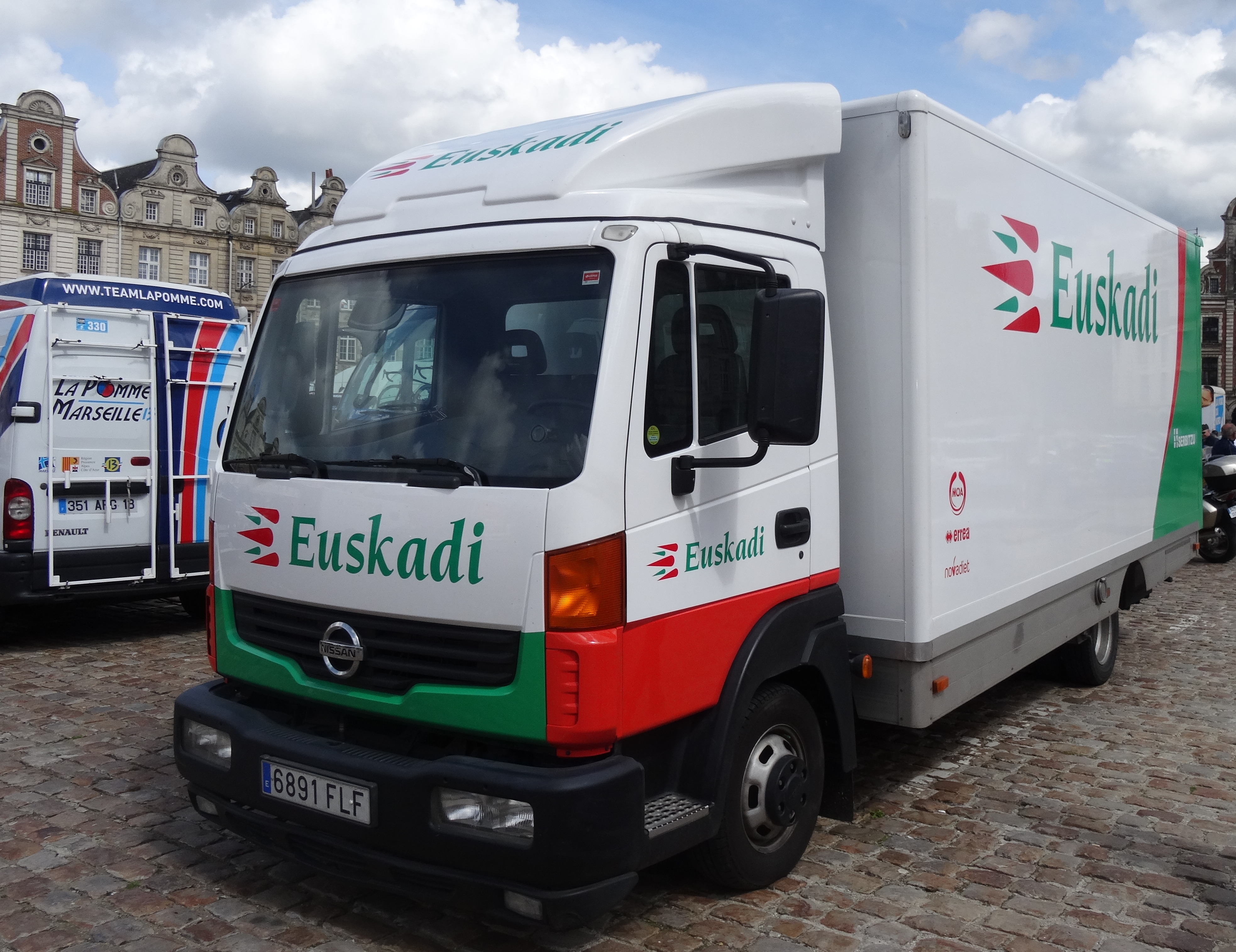
Camión del equipo.

| Temporada                | Clasificación por equipos | Mejor corredor en la clasificación individual | Posición |
| 2005 (Europe Tour)       | 73.º                      | Jesús del Nero                                | 457.º    |
| 2005-2006 (America Tour) | 21.º                      | Brad Amstrong                                 | 184º     |
| 2005-2006 (Europe Tour)  | 71.º                      | Aarón Villegas                                | 437º     |
| 2006-2007 (Europe Tour)  | 92.º                      | Xabat Otxotorena                              | 440.º    |
| 2007-2008 (Europe Tour)  | 75.º                      | Eladio Sánchez                                | 463.º    |
| 2008-2009 (Europe Tour)  | 39.º                      | Romain Sicard                                 | 22.º     |
| 2009-2010 (Europe Tour)  | 101.º                     | Mikel Landa                                   | 750.º    |
| 2010-2011 (Europe Tour)  | 58.º                      | Ricardo García                                | 249.º    |
| 2011-2012 (Europe Tour)  | 103.º                     | Jon Aberasturi                                | 463.º    |
| 2012-2013 (Asia Tour)    | 33º                       | Unai Iparragirre                              | 51.º     |
| 2012-2013 (Europe Tour)  | 52.º                      | Carlos Barbero                                | 201.º    |

## Palmarés
Para años anteriores, véase Palmarés del Orbea

### Palmarés 2014

#### Circuitos Continentales UCI
| Fechas      | Circuito                  | Carreras                            | Ganador        |
| 30 de marzo | UCI Europe Tour 2013-2014 | Vuelta al Alentejo                  | Carlos Barbero |
| 29 de mayo  | UCI Europe Tour 2013-2014 | 1.ª etapa del Tour de Gironde (CRE) | Euskadi        |
| 31 de julio | UCI Europe Tour 2013-2014 | Circuito de Guecho                  | Carlos Barbero |

## Plantilla
Para años anteriores, véase Plantillas del Orbea

### Plantilla 2014
| Nombre             | Nacimiento | Nacionalidad | Equipo 2013              |
| Jon Aberasturi     | 28/03/1989 | España       | Euskaltel Euskadi        |
| Mikel Aristi       | 28/05/1993 | España       | Euskadi                  |
| Carlos Barbero     | 29/04/1991 | España       | Euskadi                  |
| Víctor Etxeberria  | 24/03/1993 | España       | Euskadi (stagiaire)      |
| Mikel Iturria      | 16/03/1992 | España       | Euskadi                  |
| Jon Larrinaga      | 20/11/1990 | España       | Euskadi                  |
| Pablo Lechuga      | 16/08/1990 | España       | Andalucía (en 2012)      |
| Miguel Mínguez     | 30/08/1988 | España       | Euskaltel Euskadi        |
| Haritz Orbe        | 18/07/1991 | España       | Euskadi                  |
| Beñat Txoperena    | 28/11/1991 | España       | Neo (Gipuzkoa-Eki Sport) |
| Illart Zuazubiskar | 18/02/1990 | España       | Euskadi                  |

Stagiares

Desde el 31 de julio, los siguientes corredores pasaron a formar parte del equipo como stagiaires (aprendices a prueba).
| Corredor             | Nacimiento | Nacionalidad | Equipo 2014 |
| -------------------- | ---------- | ------------ | ----------- |
| Jon Irisarri         | 9/11/1995  | España       | Neo (EDP)   |
| Xabier San Sebastián | 13/11/1995 | España       | Neo (EDP)   |